# Dorothée Van Den Berghe
Dorothée Van Den Berghe (Gent, 28 november 1969) is een Vlaams filmregisseur en scenarioschrijver. Ze is getrouwd met Belgisch director of photography Jan Vancaillie.

## Biografie
Ze studeerde van 1988 tot 1990 beeldhouwkunst aan de Koninklijke Academie voor Schone Kunsten te Antwerpen en aansluitend filmregie aan de Hogeschool Sint-Lukas Brussel waar ze in 1994 afstudeerde in de beeldende kunsten.
Ze maakte een paar korte films en is de scenarist en regisseur van het vrouwenportret Meisje en het deels autobiografische My Queen Karo, waarin een jong meisje leeft in een Amsterdams kraakpand.
In het voorjaar van 2004 kreeg ze de kans gedurende 4,5 maand een Residence te volgen, georganiseerd door het filmfestival van Cannes. Daar werd reeds het script van My Queen Karo ontwikkeld, een film die pas vier jaar later gefilmd zou worden en vijf jaar later in de zaal zou komen.
In het theater was ze betrokken bij beeldregie voor een stuk van tg Stan en met film- en videorealisaties voor de gezelschappen De Tijd, De Onderneming en Blauw Vier.
Van Den Berghe is ook verbonden aan Sint-Lukas Brussel, waar ze onderzoek doet rond fictiefilms, documentaires, installaties en reclame.
Van Den Berghe woonde van haar derde tot achttiende jaar in Nederland, deels in een Amsterdamse hippiecommune waar haar ouders naartoe waren getrokken. Op haar achttiende keerde ze terug naar haar vaderland. Later ging ze in Brussel wonen.

## Prijzen
Meisje was genomineerd voor het Gouden Luipaard op het internationaal filmfestival van Locarno in 2002. De film won er wel de trofee van de jeugdjury en de Prix du CICAE/ARTE. Op het internationaal filmfestival van Amiens kreeg de film in 2002 een speciale vermelding van de jury. Ook op het festival van Bratislava in 2003 was de film genomineerd voor de Grand Prix.

## Films
- Bekentenissen (1994, korte film)
- Rue verte (1994, korte film)
- Keer uw boot en bid (1995, tv: VPRO Lola Moviola, uitgezonden door de VPRO en VRT)
- BXL Minuit (1998, korte film)
- Het achterland (1999, tv: VPRO)
- Meisje (2002)
- Kroeskop (2006, korte film)
- Zoë (2007, korte film)
- My Queen Karo (2009)
- Rosie & Moussa (2018)